# Jüdischer Friedhof (Walldorf)

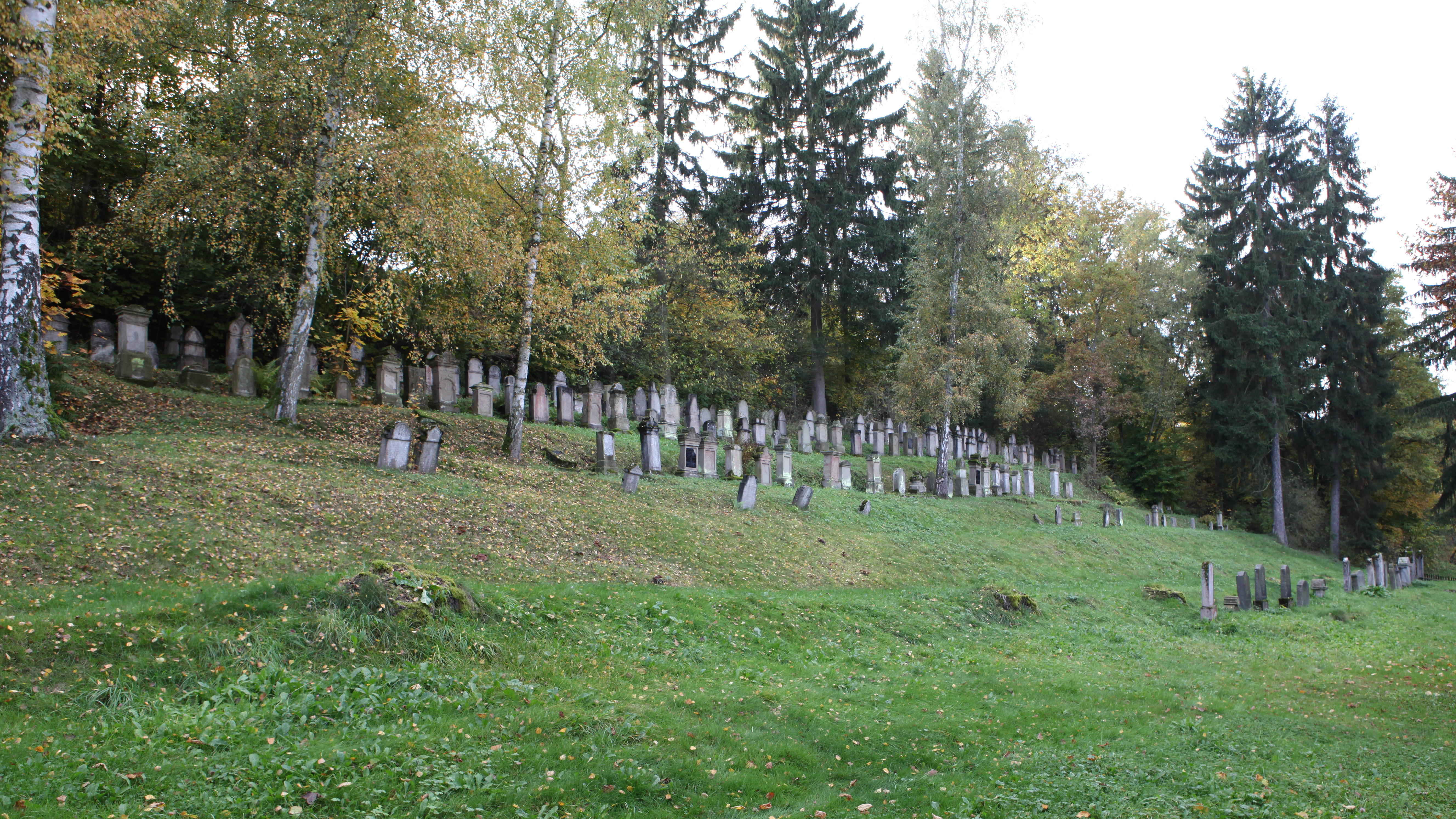
Jüdischer Friedhof in Walldorf

Der Jüdische Friedhof Walldorf liegt im thüringischen Ort Walldorf an der Werra im Landkreis Schmalkalden-Meiningen.

## Geschichte
Juden sind in Walldorf für das 16. und 17. Jahrhundert belegt, als sie durch die drei Rittergutsbesitzer, die Besitzer von Walldorf waren, aufgenommen wurden. Daraus ergaben sich drei Gemeinden, die sich 1789 zu einer  jüdischen Gemeinde vereinigen durften und in der Folge eine gemeinsame Schule und eine Synagoge eröffneten. 1810 hatte der Ort 238 jüdische Einwohner. 1849 gab es 562 jüdische Einwohner bei insgesamt 1637 Einwohnern. 1856 erhielten die im Herzogtum Sachsen-Meiningen lebenden Juden die bürgerliche Gleichberechtigung. In der Folge zogen die meisten jüdischen Familien aus Walldorf in die benachbarte Residenzstadt Meiningen. 1903 zählte die Gemeinde noch 60 Mitglieder, die bis 1932/33 auf 32 gesunken war. 1939 lebten noch vier jüdische Familien mit zusammen 19 Personen in Walldorf. Die letzten jüdischen Einwohner wurden 1942 bis 1944 deportiert. Der Friedhof wurde wohl  1737 angelegt und 1790 erweitert. Der älteste lesbare Grabstein ist von 1737.

## Lage und Charakterisierung
Der Friedhof liegt nordwestlich von Walldorf in der Aalleite auf einer Anhöhe in stark hügeliger Lage. Auf einer Fläche von 50 Ar sind noch etwa 80 Grabsteine (Mazewa) vorhanden. Im östlichen Bereich stehen wenige sehr alte Grabsteine, im westlichen Bereich befindet sich in steiler Hanglage in mehreren Reihen eine große Anzahl von Grabsteinen. Am Fuß des Hanges steht eine Reihe von wenigen Grabsteinen aus dem 20. Jahrhundert. Die letzte Beisetzung erfolgte 1936.